# Каляда, Бэлла Константиновна
Бэлла Константиновна Каляда (1928—2003) — советская оперная певица (сопрано).

## Биография
Родилась 4 декабря 1928 года в Ташкенте (ныне Узбекистан). Во время эвакуации ЛГК имени Н. А. Римского-Корсакова в Ташкент была принята на вокальное отделение школы, а затем поступила непосредственно на вокальный факультет консерватории.
В 1950-е годы — солистка ЛАТОБ имени С. М. Кирова.
В 1960-х годах завершила певческую карьеру и, окончив режиссёрский факультет консерватории, поставила ряд оперных спектаклей.
Умерла 27 января 2003 года в Санкт-Петербурге.

## Награды и премии
- заслуженная артистка РСФСР (1957)
- Сталинская премия второй степени (1951) — за исполнение партии Насти в оперном спектакле «Семья Тараса» Д. Б. Кабалевского (1950) на сцене ЛАТОБ имени С. М. Кирова